# بنية جزيئية

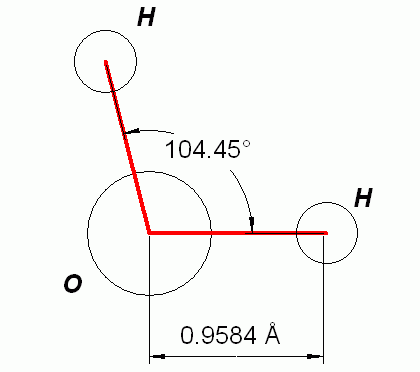
الشكل الهندسي لجزيء الماء

الجزيئات لها شكل هندسي متزن، كما أن الروابط لها طول وزاوية معينة أيضا، وهذا محدد بقوانين بمكانيكا الكم. المعادلة الكيميائية والمعادلة البنائية للجزيء هما أهم عاملين في تحديد خواصه، وبخاصة نشاطيته. كما يلعب بناء الجزيء دورا مهما في تحديد القطبية، حالة المادة، اللون، المغناطيسية، المذاق، وخصائص أخرى عديدة.
الجزيئات، تعريفيا، غالبا ما ترتبط معا بواسطة الرابطة التساهمية متضمنة الرابطة الأحادية، والثنائية، و/أو الثلاثية، حيث أن «الرابطة» هي زوج من الإلكترونات المتشاركة، كما أن هناك أنواع أخرى من الترابط الكيميائي مثل الرابطة الأيونية والتي تتضمن تجاذب أيون موجب، وأيون سالب.
المتزامرات (Isomer) هي نوع من أنواع الجزيئات التي تتشارك في نفس المعادلة الكيميائية ولكن لها أشكال هندسية مختلفة، ممن ينتج عنها اختلاف في الخواص.
المادة النقية تتكون من نوع واحد فقط من متزامرات الجزيء التي لها نفس البناء الهندسي. المتزامرات البنائية لها نفس المعادلة الكيميائية ولكن تختلف في الترتيبات الفيزيائية، وتكون الذرات مرتبطة ولكن ليس بنفس الترتيب.
التصاوغ البنيوي هي نوع خاص من المتزامرات البنائية، حيث تتصرف المجموعات المرتبطة بالأيزومر بطريقة معينة، مثلما يحدث في الإثير والكحولات.
متزامر فراغي ويمكن أن يكون له خواص فيزيائية وكيميائية (نقطة الذوبان ونقطة الغليان) ولكنه في نفس الوقت يختلف تماما من ناحية نشاطه الحيوي. وهذا بسبب أن متزامر الفراغي يعاني من الإعاقة في الحركة التي تتواجد داخل الكائنات الحية. وأحد الطرق لتوضيح هذا هو مقدرة أحد هذه المتزامرات على استقطاب الضوء بطريقة مختلفة عن الأخر.
ويمكن تعيين الهندسة الجزيئية بالرجوع إلى طول الرابطة، زاوية الرابطة، زاوية الانثناء. ويعرف طول الرابطة على أنه متوسط المسافة بين مركزي ذرتين مرتبطتين معا في أي جزيء. كما ان زاوية الرابطة هي الزاوية المتكونة بين ثلاث ذرات مرتبطة معا. ولأربع ذرات مرتبطين معا في سلسلة مستقيمة، تكون زاوية الانثناء هي الزاوية بين المستوى المتكون من الثلاث ذرات الأولى والمستوى المتكون من الثلاث ذرات الأخيرة.
وتحدد هندسة الجزيء بنوع الروابط بين الذرات التي تكون الجزيء. وقبل أن تتفاعل الذرات لتكوين رابطة كيميائية، فإن المدارات الذرية تختلط معا في عملية تسمي تهجين المدارات. وأشهر أنواع الروابط هي:
- رابطة سيجما
- رابطة باي

وفهم هذه الروابط هو أحد تفرعات نظرية تكافؤ الرابطة، والتي تعتمد على فهم الطبيعة الشبه موجية للإلكترون في الذرة والجزيء.